# Pyramica gatuda
Pyramica gatuda är en myrart som först beskrevs av Bolton 1983.  Pyramica gatuda ingår i släktet Pyramica och familjen myror. Inga underarter finns listade i Catalogue of Life.

## Bildgalleri

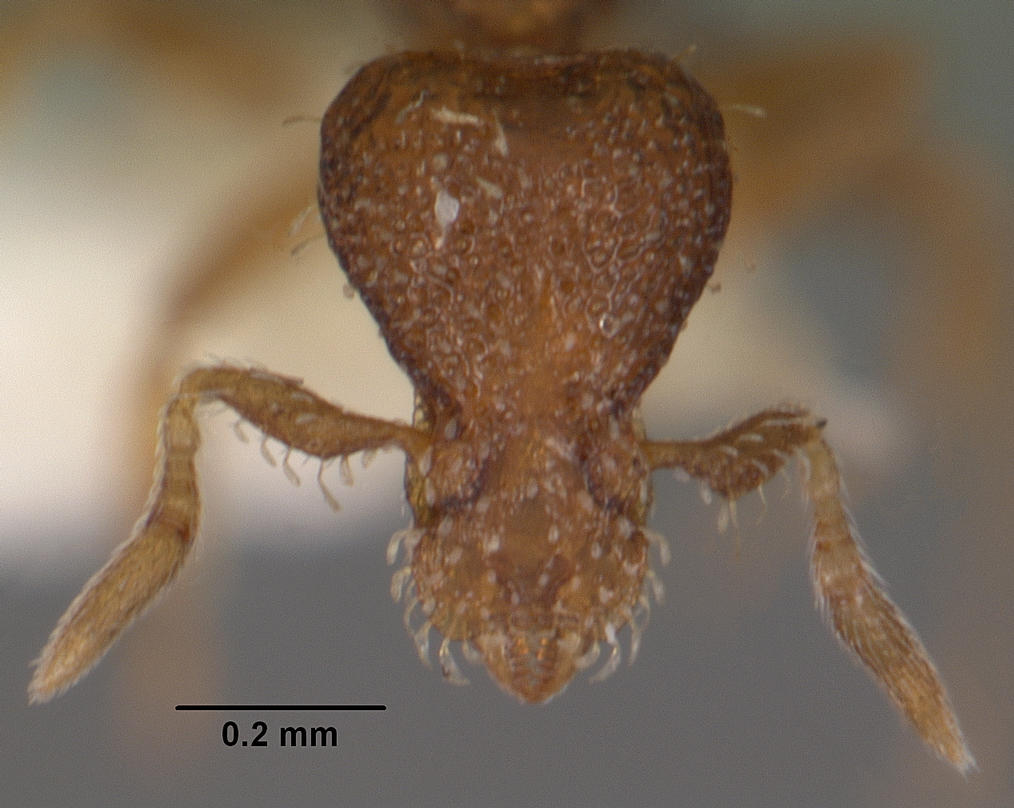
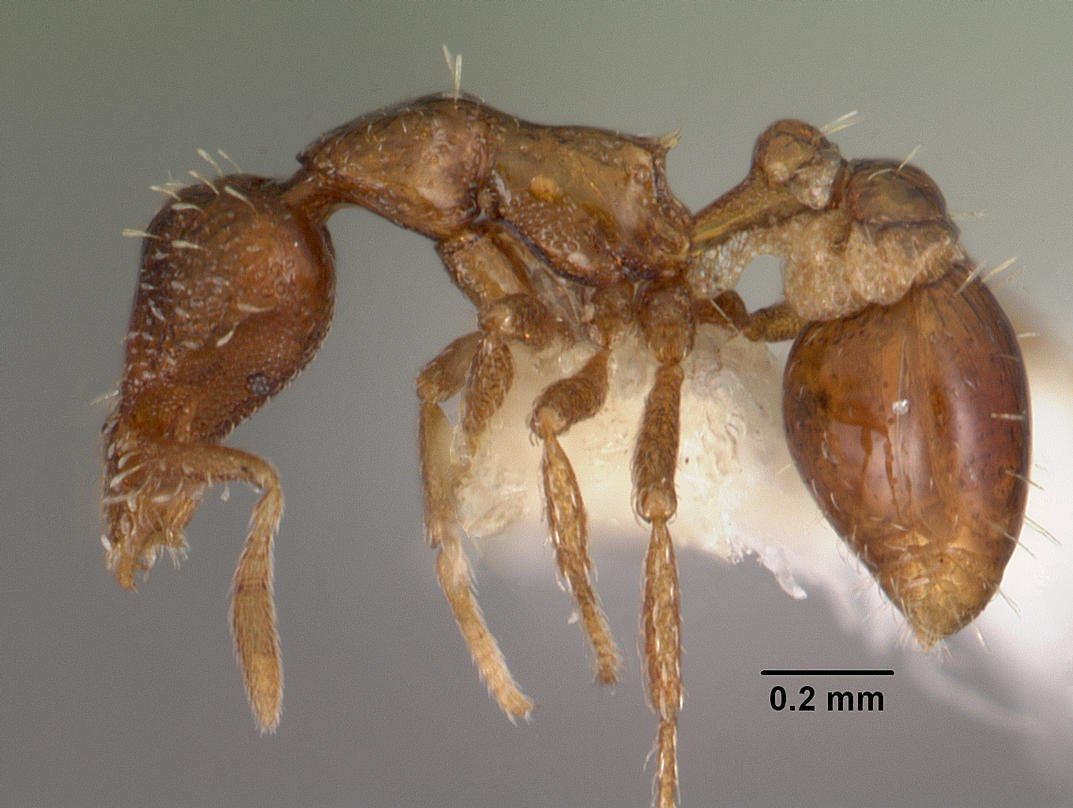